# Procladius reidi
Procladius reidi är en tvåvingeart som beskrevs av Freeman 1955. Procladius reidi ingår i släktet Procladius och familjen fjädermyggor. Inga underarter finns listade i Catalogue of Life.